# National Soccer League (Sudafrica)
La National Soccer League (NSL) è stata una lega sudafricana di calcio fondata nel 1985, in risposta alla rottura con la nuova NPSL (fondata nel 1978 dopo una fusione tra NFL e "NPSL per i neri"). Poiché la NSL ha rappresentato la continuazione della federazione principale, i restanti NPSL (noti come "nuova NPSL") decisero, dopo 10 anni di coesistenza nel decennio '85-'95, di fondersi con la NSL, formando l'odierna PSL.

## Albo d'oro e capocannonieri
| Stagione | Vincitore       | 2º classificato | 3º classificato     | Capocannoniere                                        |
| -------- | --------------- | --------------- | ------------------- | ----------------------------------------------------- |
| 1985     | Bush Bucks      | Joburg Rangers  | Bloemfontein Celtic | Frank McGrellis 25 (Wits University)                  |
| 1986     | Joburg Rangers  | Bush Bucks      | AmaZulu             | Thomas Hlongwane 32 (Moroka Swallows)                 |
| 1987     | Jomo Cosmos     | Kaizer Chiefs   | M. Sundowns         | Noel Cousins 25 (Arcadia Fluoride)                    |
| 1988     | M. Sundowns     | Jomo Cosmos     | Arcadia Shepherds   | Shane McGregor 19 (Grinaker Rangers & Kaizer Chiefs)  |
| 1989     | Kaizer Chiefs   | Orlando Pirates | Hellenic            | Noel Cousins 21 (Arcadia Shepherds & Moroka Swallows) |
| 1990     | M. Sundowns     | Kaizer Chiefs   | Orlando Pirates     | Bennett Masinga 20 (Mamelodi Sundowns)                |
| 1991     | Kaizer Chiefs   | M. Sundowns     | Fairway Stars       | Fani Madida 28 (Kaizer Chiefs)                        |
| 1992     | Kaizer Chiefs   | Hellenic        | Wits University     | George Dearnaley 20 (AmaZulu)                         |
| 1993     | M. Sundowns     | Moroka Swallows | AmaZulu             | Daniel Mudau 22 (Mamelodi Sundowns)                   |
| 1994     | Orlando Pirates | Cape Town Spurs | Bush Bucks          | Wilfred Mugeyi 19 (Bush Bucks)                        |
| 1995     | Cape Town Spurs | M. Sundowns     | Orlando Pirates     | Gerald Stober 18 (Hellenic)                           |

## Vittorie per squadra
| Squadra         | Vittorie | Stagione         |
| --------------- | -------- | ---------------- |
| M. Sundowns     | 3        | 1988, 1990, 1993 |
| Kaizer Chiefs   | 3        | 1989, 1991, 1992 |
| Bush Bucks      | 1        | 1985             |
| Joburg Rangers  | 1        | 1986             |
| Jomo Cosmos     | 1        | 1987             |
| Orlando Pirates | 1        | 1994             |
| Cape Town Spurs | 1        | 1995             |